# اس‌ام‌اس پرویسن (۱۸۷۳)
اس‌ام‌اس پروسن (۱۸۷۳) (به انگلیسی: SMS Preussen (1873)) یک کشتی بود که طول آن ۹۶٫۵۹ متر (۳۱۶ فوت ۱۱ اینچ) بود. این کشتی در سال ۱۸۷۳ ساخته شد.